# Emily Meggett
Emily Meggett (Edisto Island, Carolina del Sur; 19 de noviembre de 1932-21 de abril de 2023) fue una cocinera y escritora estadounidense.

## Biografía
Meggett vivió, trabajó y crio a su numerosa familia en Edisto Island. Tuvo once hijos, cuatro hermanos y más de una docena de tías y tíos.
Asistió a varias escuelas en Edisto Island: Seaside Elementary School, Country School y Larimer High School. Se casó con Jessie Meggett en 1951. Fue miembro a la Nueva Primera Iglesia Bautista Misionera.
El 26 de abril de 2022, Meggett lanzó Gullah Geechee Home Cooking: Recipes from the Matriarch of Edisto Island, una serie de recetas e historias que coescribió con la periodista gastronómica estadounidense Kayla Stewart. El libro fue superventas.
Fue galardonada con el Premio al servicio voluntario del presidente el 22 de julio de 2022.

### Obras
- 2022, Gullah Geechee Home Cooking: Recipes from the Matriarch of Edisto Island. (ISBN 9781419758782)